# Kliszów (Gawłuszowice)
Kliszów ist eine Ortschaft mit einem Schulzenamt der Gemeinde Gawłuszowice im Powiat Mielecki der Woiwodschaft Karpatenvorland in Polen.

## Geographie
Der Ort liegt am rechten Ufer des Flusses Wisłoka im Sandomirer Becken. Die Nachbarorte sind Gawłuszowice und Wola Zdakowska im Norden, Borki Nizińskie im Osten, Brzyście im Süden, Pławo im Südwesten, sowie Borowa im Westen.

## Geschichte
Der Ort wurde im Jahr 1352 als Clissow erstmals urkundlich erwähnt. Der besitzanzeigende Name ist vom Personennamen Klisz abgeleitet.
Bei der Ersten Teilung Polens kamen die Kammergüter der Stadt Sandomierz 1772 zum neuen Königreich Galizien und Lodomerien des habsburgischen Kaiserreichs (ab 1804).
Im Jahr 1784 im Zuge der Josephinischen Kolonisation wurden dort einige deutsche katholische Kolonisten angesiedelt, aber mit nur 6 Hektar war sie die kleinste Kolonie im Sandomirer Becken.
Im Jahr 1900 hatte die Gemeinde Kliszów im Bezirk Mielec 142 Häuser mit 819 Einwohnern, davon waren alle polnischsprachig, außer 799 Römisch-Katholiken gab es 20 Juden.
1918, nach dem Ende des Ersten Weltkriegs und dem Zusammenbruch der k.u.k. Monarchie, kam Kliszów zu Polen. Unterbrochen wurde dies durch die Besetzung Polens durch die Wehrmacht im Zweiten Weltkrieg, währenddessen es zum  Generalgouvernement gehörte.
Von 1975 bis 1998 gehörte Kliszów zur Woiwodschaft Rzeszów.